# Passer cordofanicus
Passer cordofanicus là một loài chim trong họ Passeridae.